# IL18
IL18 (англ. Interleukin 18) – білок, який кодується однойменним геном, розташованим у людей на короткому плечі 11-ї хромосоми. Довжина поліпептидного ланцюга білка становить 193 амінокислот, а молекулярна маса — 22 326.
| 10         |  | 20         |  | 30         |  | 40         |  | 50         |
| ---------- |  | ---------- |  | ---------- |  | ---------- |  | ---------- |
| MAAEPVEDNC |  | INFVAMKFID |  | NTLYFIAEDD |  | ENLESDYFGK |  | LESKLSVIRN |
| LNDQVLFIDQ |  | GNRPLFEDMT |  | DSDCRDNAPR |  | TIFIISMYKD |  | SQPRGMAVTI |
| SVKCEKISTL |  | SCENKIISFK |  | EMNPPDNIKD |  | TKSDIIFFQR |  | SVPGHDNKMQ |
| FESSSYEGYF |  | LACEKERDLF |  | KLILKKEDEL |  | GDRSIMFTVQ |  | NED        |

A: Аланін

C: Цистеїн

D: Аспарагінова кислота

E: Глутамінова кислота

F: Фенілаланін

G: Гліцин

H: Гістидин

I: Ізолейцин

K: Лізин

L: Лейцин

M: Метіонін

N: Аспарагін

P: Пролін

Q: Глутамін

R: Аргінін

S: Серин

T: Треонін

V: Валін

Кодований геном білок за функцією належить до цитокінів. 
Задіяний у такому біологічному процесі, як альтернативний сплайсинг. 
Секретований назовні.